# Cerkiew Narodzenia Najświętszej Maryi Panny w Juszkowym Grodzie
Cerkiew Narodzenia Najświętszej Maryi Panny – prawosławna cerkiew parafialna w Juszkowym Grodzie. Należy do dekanatu Gródek diecezji białostocko-gdańskiej Polskiego Autokefalicznego Kościoła Prawosławnego.

## Historia
Cerkiew została wzniesiona w 1912, trzy lata po erygowaniu parafii w Juszkowym Grodzie, wydzielonej z parafii św. Aleksandra Newskiego w Jałówce. Zapis w kronice parafialnej informuje, że równolegle z nią wybudowano plebanię oraz budynek gospodarczy, zaś we wnętrzu świątyni znajdował się rzeźbiony ikonostas. Już po trzech latach cerkiew została porzucona, gdyż parafianie udali się na bieżeństwo. Po odzyskaniu niepodległości przez Polskę nowe władze nie pozwoliły na otwarcie zdewastowanej świątyni na potrzeby powracających prawosławnych. Decyzja ta została zmieniona dopiero w 1930, zaś budynek odnowili parafianie z dobrowolnych składek.
Cerkiew jest od tego czasu nieprzerwanie czynna, była kilkakrotnie remontowana. W 1992 wymieniono jej kopuły i dach.
Świątynię wpisano do rejestru zabytków 7 maja 2003 pod nr A-56.

## Architektura
Budowla na planie krzyża, drewniana, konstrukcji zrębowej, na kamiennej podmurówce. Wejście poprzedzone gankiem z frontonem wspartym na dwóch słupach. Od frontu przedsionek z nadbudowaną dwukondygnacyjną wieżą-dzwonnicą (dolna kondygnacja czworoboczna, górna – ośmioboczna), zwieńczoną ostrosłupowym blaszanym hełmem z niewielką kopułką. Część nawowa z transeptem zamkniętym prostokątnie po obydwu stronach. Prezbiterium mniejsze od nawy, z dwiema bocznymi zakrystiami. Dachy cerkwi blaszane. Nad centralną częścią nawy dach namiotowy zwieńczony latarnią z cebulastą kopułą. Nad prezbiterium dach wielospadowy, z wieżyczką zwieńczoną cebulastą kopułą.